# Chaetium bromoides
Chaetium bromoides är en gräsart som först beskrevs av Jan Svatopluk Presl, och fick sitt nu gällande namn av George Bentham. Chaetium bromoides ingår i släktet Chaetium och familjen gräs. Inga underarter finns listade i Catalogue of Life.